# Mančice (Rašovice)
Mančice (německy Mantschitz) je malá vesnice, část obce Rašovice v okrese Kutná Hora. Nachází se asi dva kilometry severozápadně od Rašovic. Mančice leží v katastrálním území Mančice u Rašovic o rozloze 2,46 km². Obcí protéká Mančický potok.

## Historie
První písemná zmínka o vesnici pochází z roku 1316.